# Gogółczyn
Gogółczyn (niem. Stadthof) – miejscowość w Polsce położona w województwie zachodniopomorskim, w powiecie drawskim, w gminie Drawsko Pomorskie. 
1 stycznia 2002 części obszaru wsi Gogółczyn o powierzchni 90,18 ha przyłączono do miasta Drawsko Pomorskie. Rozporządzenie w sprawie zmiany granic nie określa jak zmienia się rodzaj miejscowości, której część obszaru włączono do miasta. W tym przypadku całość terenu zabudowanego włączono do miasta, to co było wsią Gogółczyn przed 2002 r. jest na terenie miasta i nie nadano tej części miasta nazwy.
Status miejscowości jest różnie opisany w dokumentach państwowych. Według zestawienia Państwowego rejestru nazw geograficznych jest to część miasta Drawsko Pomorskie. Według zestawienia GUS w TERYT jest to wieś w gminie Drawsko Pomorskie. Uznając formalny stan prawny miejscowości, obecna wieś jest miejscowością bez zabudowy, bez mieszkańców.
W latach 1975–1998 wieś należała do województwa koszalińskiego.
W dawnej miejscowości Gogółczyn był szkoła średnia Zespół Szkół Rolniczych w Gogółczynie, po włączeniu obszaru wsi do miasta przemianowana na Zespół Szkół Ponadgimnazjalnych Nr 2 w Drawsku Pomorskim, po reformie szkolnictwa Zespół Szkół w Drawsku Pomorskim. We wsi działało Państwowe Gospodarstwo Rolne Gogółczyn.